# Riki Nakaya
Riki Nakaya, född den 25 juli 1989 i Matsuyama, Japan, är en japansk judoutövare.
Han tog OS-silver i herrarnas lättvikt i samband med de olympiska judotävlingarna 2012 i London.